# آی سوگی‌یاما
آی سوگی‌یاما (انگلیسی: Ai Sugiyama؛ زاده ۵ ژوئیهٔ ۱۹۷۵) یک تنیس‌باز اهل ژاپن است.